# Sinusoidna kapilara
Sinusoidne kapilare ali sinusoidi so majhne in široke krvne žile nepravilnih oblik, ki so podobne kapilaram, vendar imajo nesklenjeni endotelij. Pogosto se jim pridružujejo makrofagi. Sinusoidi se najajajo v jetrih, limfnem tkivu, endokrinih žlezah in hemopoetskih organih, kot sta kostni mozeg in vranica. Sinusoidi v posteljici v končnih (terminalnih) resicah se razlikujejo od omenjenih sinusoidov, saj imajo sklenjen endotelij in bazalno lamino.
So visoko prepustne (permeabilne) za manjše in srednje velike beljakovine, kot je albumin, ki tako lahko zapustijo krvni obtok in preidejo v medcelični prostor. Prepustnost sinusoidov je izjemnega pomena za funkcijo organa, v katerem se nahajajo.